# Alan Partridge: Alpha Papa
Alan Partridge: Alpha Papa is een Britse actie-komedie uit 2013 met de fictieve radio- en televisiepresentator Alan Partridge, gespeeld door Steve Coogan, in de hoofdrol. De film is geregisseerd door Declan Lowney, en geschreven door Coogan, Armando Iannucci, Peter Baynham, Neil Gibbons en Rob Gibbons. De film ging op 7 augustus 2013 in première in het Verenigd Koninkrijk en Ierland.

## Plot
Wanneer het lokale radiostation North Norfolk Digital overgenomen wordt door mediagigant Gordale Media, verliest radioveteraan Pat Farrell (Colm Meaney) zijn baan. Gefrustreerd door de onrespectvolle manier waarop hij is buitengezet, besluit hij zijn voormalige collega's te gijzelen. Wanneer de politie komt om de situatie te ontmijnen, wil Pat maar met één iemand spreken: Alan Partridge (Steve Coogan). Voor de mediageile Partridge is dat een unieke kans om na een lange tijd weer in de nationale spotlights te staan.

## Rolverdeling
- Steve Coogan als Alan Partridge
- Felicity Montagu als Lynn Benfield
- Simon Greenall als Michael the Geordie
- Colm Meaney als Pat Farrell
- Sean Pertwee als SFO Steve Stubbs
- Anna Maxwell Martin als CC Janet Whitehead
- Darren Boyd als Martin Fitch
- Nigel Lindsay als Jason Cresswell
- Simon Delaney als Don
- Monica Dolan als Angela Ashbourne
- Tim Key als "Sidekick" Simon Denton
- Paul Blackwell als politieofficier
- Phil Cornwell als Dave Clifton

## Ontvangst
De film werd positief ontvangen door critici en heeft een score van 86% op Rotten Tomatoes. Filmmagazine Empire gaf de film vier sterren op vijf en noemde hem "ruddy hilarious. Just what big-screen comedy needed." Total Film vond de film "Smartly executed, endlessly quotable and machine-gun quick. This is one of the funniest films of 2013 ." Het magazine gaf de film vier sterren op vijf.